# Bol'šaja Juksa
La Bol'šaja Juksa (in russo Большая Юкса?) è un fiume della Russia siberiana occidentale, affluente di sinistra del Čulym (bacino idrografico dell'Ob'). Scorre nei rajon Tomskij e Asinovskij dell'Oblast' di Tomsk.
Il fiume proviene da alcuni modesti rilievi a nord dei Kuzneckij Alatau, a nord-ovest del villaggio di Itatka (a sud-ovest di Asino). Scorre in direzione nord-occidentale, poi nord-orientale, sfocia nel Čulym a 180 km dalla foce, 12 km a monte della confluenza dell'Ulujul. La lunghezza del fiume è di 177 km, il bacino imbrifero è di 2 670 km².